# Helmut Allgäuer
Helmut Allgäuer (* 31. Jänner 1939 in Feldkirch; † 5. Mai 2012 in Wiener Neustadt) war ein österreichischer Orgelbauer.

## Leben
Helmut Allgäuer erlernte den Orgelbau bei Hubert Neumann/Rankweil. Er arbeitete danach zwei Jahre bei Orgelbau Graff/Amsterdam. 1961 begann er als Orgelbauer bei Rieger Orgelbau/Schwarzach und war ab 1968 bei Orgelbau Graf/Luzern. 1969 wurde er Betriebsleiter bei der Fa. Walcker-Mayer/Guntramsdorf und war ab 1975 freier Mitarbeiter bei der Fa. Rieger/Theresienfeld NÖ.
Anlässlich der Restaurierung der Orgel in Drosendorf im Jahre 1977 machte sich Allgäuer als Orgelbauer in Theresienfeld selbständig. 1986 übersiedelte der Betrieb nach Grünbach am Schneeberg in einen ehemaligen Gasthof. Von 1977 bis 1988 wurden überwiegend Restaurierungen von Kirchenorgeln durchgeführt. 1997 wurde der Betrieb an seinen Sohn Christoph Allgäuer übergeben, der ihn nunmehr in Würflach führt.
Zu den letzten Arbeiten von Helmut Allgäuer zählen die Restaurierung der großen Ignaz-Kober-Orgel (49 Register) im Stift Heiligenkreuz und Neubauten in der Musikschule von Velenje in Slowenien (20/II) und in der Pfarrkirche Graz-Graben (24/II). Für das Feld der Alten Musik baute er Truhenorgeln, die von Ensembles wie dem „Concentus musicus Wien“ oder der „Wiener Akademie“ verwendet und auf Tourneen mitgenommen werden.
Nach seinem Tod im Mai 2012 erschien ein von Johann Trummer verfasster Nachruf in der Zeitschrift Singende Kirche, die von der Österreichischen Kirchenmusikkommission herausgegeben wird.

## Neubauten
| Jahr      | Ort                 | Gebäude                        | Bild | Manuale | Register | Bemerkungen                                                |
| --------- | ------------------- | ------------------------------ | ---- | ------- | -------- | ---------------------------------------------------------- |
| 1980      | Salzburg-Nonntal    | Erhardkirche (Salzburg)        |      | I/P     | 14       | Orgel im italienischen Stil                                |
| 1986      | Pfaffstätten        | Pfarrkirche Pfaffstätten       |      | II/P    | 14       | [ 4 ]                                                      |
| 1988      | Obritzberg          | Pfarrkirche Kleinhain          |      | II/P    | 12       | [ 5 ]                                                      |
| 1988      | Gumpoldskirchen     | Pfarrkirche Gumpoldskirchen    |      | II/P    | 16       | Wiederverwendung des historischen Gehäuses von Joseph Loyp |
| 1988      | Obritzberg-Rust     | Pfarrkirche Kleinhain          |      | II/P    | 14       | [ 5 ]                                                      |
| 1990      | Innere Stadt (Wien) | Erzbischöfliches Palais (Wien) |      | I/P     | 9        | Orgel in der Andreaskapelle                                |
| 1991      | Klosterneuburg      | St. Leopold                    |      | II/P    | 15       | [ 7 ]                                                      |
| 1992      | Gmunden             | Schloss Weyer (Gmunden)        |      | I/P     | 7        |                                                            |
| 1995/1998 | Graz-Geidorf        | Grabenkirche                   |      | II/P    | 23       | [ 8 ] [ 9 ]                                                |
| 1997      | Velenje             | Musikschule                    |      | II/P    | 22       |                                                            |

## Restaurierungen
| Jahr      | Ort                              | Gebäude                                  | Bild | Manuale | Register | Bemerkungen                                                         |
| --------- | -------------------------------- | ---------------------------------------- | ---- | ------- | -------- | ------------------------------------------------------------------- |
| 1978      | Drosendorf NÖ                    | Pfarrkirche Drosendorf                   |      | II/P    | 14       | Restaurierung der Orgel aus 1729 von Ignaz Jakob Florian Casparides |
| 1978      | Schützen am Gebirge              | Pfarrkirche Schützen am Gebirge          |      | I/P     | 8        |                                                                     |
| 1979      | Müllendorf                       | Pfarrkirche Müllendorf                   |      | II/P    | 15       | [ 11 ]                                                              |
| 1980      | Innere Stadt (Wien)              | Annakirche (Wien)                        |      | II/P    | 15       | [ 11 ]                                                              |
| 1980      | Velm                             | Pfarrkirche Velm                         |      | I/P     | 7        | [ 11 ]                                                              |
| 1981      | Hittisau                         | Pfarrkirche Hittisau                     |      | II/P    | 21       | [ 11 ] [ 12 ]                                                       |
| 1982      | Höflein an der Hohen Wand        | Pfarr- und Wallfahrtskirche Unterhöflein |      | II/P    | 15       | [ 11 ] [ 13 ]                                                       |
| 1982      | Rohrau                           | Pfarrkirche Rohrau                       |      | I/P     | 10       | Rohrau ist der Geburtsort von Joseph Haydn                          |
| 1982      | Wiener Neudorf                   | Pfarrkirche Wiener Neudorf               |      | I/P     | 11       | [ 11 ] [ 14 ]                                                       |
| 1983      | Landstraße (Wien)                | Waisenhauskirche                         |      | II/P    | 18       | Restaurierung der Orgel von Franz Xaver Christoph aus 1772          |
| 1984      | Untermarkersdorf                 | Pfarrkirche Untermarkersdorf             |      | II/P    | 13       | [ 11 ]                                                              |
| 1985      | Maria Enzersdorf                 | Franziskanerkloster Maria Enzersdorf     |      | I       | 4        | Truhenpositiv                                                       |
| 1985      | Wiener Neustadt                  | Stiftskirche (Wiener Neustadt)           |      | II/P    | 19       | Restaurierung der Orgel von Johann Michael Blaschewitz aus 1736     |
| 1985      | Theresienfeld                    | Filialkirche Theresienfeld               |      | I/P     | 8        | [ 4 ]                                                               |
| 1986      | Kleinfrauenhaid                  | Pfarrkirche Kleinfrauenhaid              |      | II/P    | 17       | [ 4 ]                                                               |
| 1987      | Seebenstein                      | Pfarrkirche Seebenstein                  |      | I/P     | 9        | [ 4 ] [ 17 ]                                                        |
| 1987      | Oberwaltersdorf                  | Pfarrkirche Oberwaltersdorf              |      | I/P     | 9        | [ 4 ]                                                               |
| 1988      | Neunkirchen NÖ                   | Evangelische Pfarrkirche Neunkirchen     |      | I/P     | 12       | Restaurierung der Orgel von Carl Hesse aus 1862                     |
| 1988/1989 | Pöllau (Steiermark)              | Stift Pöllau                             |      | II/P    | 24       | Restaurierung der Orgel von Johann Georg Mitterreither aus 1739     |
| 1989      | Tulbing                          | Pfarrkirche Tulbing                      |      | II/P    | 8        | [ 4 ]                                                               |
| 1991      | Kötschach                        | Pfarrkirche Kötschach                    |      | II/P    | 22       | [ 4 ]                                                               |
| 1991      | Retz                             | Rathauskapelle                           |      | I/P     | 7        | [ 4 ]                                                               |
| 1992      | Laussa                           | Pfarrkirche Laussa                       |      | I/P     | 7        | [ 4 ]                                                               |
| 1992      | Weiden am See                    | Pfarrkirche Weiden am See                |      | I/P     | 10       | Restaurierung der Orgel aus 1725                                    |
| 1993      | Gaflenz                          | Pfarrkirche Gaflenz                      |      | I/P     | 8        | [ 4 ]                                                               |
| 1994      | Heiligenkreuz (Niederösterreich) | Stift Heiligenkreuz                      |      | I/P     | 11       | Restaurierung der Chororgel von Jan Vymola aus 1746                 |
| 1994      | Maissau                          | Pfarrkirche Maissau                      |      | II/P    | 16       | Restaurierung der Orgel Johann Michael Blaschewitz aus 1756         |
| 1994      | Seefeld NÖ                       | Pfarrkirche Seefeld                      |      | II/P    | 16       | Restaurierung der Orgel von Josef Silberbauer/Znaim aus 1770/1780   |
| 1997      | Heiligenkreuz (Niederösterreich) | Stift Heiligenkreuz                      |      | II/P    | 49       | Restaurierung der Orgel von Ignaz Kober aus 1804                    |